# بخش الیزابت (شهرستان میامی، اوهایو)
بخش الیزابت (به انگلیسی: Elizabeth Township) یک منطقهٔ مسکونی در ایالات متحده آمریکا است که در شهرستان میامی، اوهایو واقع شده‌است.
 بخش الیزابت ۷۷٫۳ کیلومتر مربع مساحت و ۱٬۶۲۰ نفر جمعیت دارد و ۲۵۲ متر بالاتر از سطح دریا واقع شده‌است.